# HYDE LIVE 2023
『HYDE LIVE 2023』（ハイド ライヴ にせんにじゅうさん）は、日本のロックバンド・L'Arc〜en〜Ciel、VAMPSのボーカリストで、シンガーソングライターであるHYDEのライヴビデオ。2024年6月12日発売。発売元はVirgin Music。

## 解説
ライヴビデオ『HYDE 20th Anniversary ROENTGEN Concert 2021』以来約11ヶ月ぶり7作目となる映像作品のリリース。
本作品は、2023年6月から全国7会場20公演にわたって行われたライヴツアー「HYDE LIVE 2023」における幕張メッセ イベントホールの最終日公演の模様を収録したライヴビデオである。ちなみに本作に収録された幕張公演は、動画配信サービス、Rakuten TVにおいて日本、韓国、香港、シンガポールに向けて生配信されている。
セットリストは、4thアルバム『ANTI』をリリースした後に発表した楽曲を中心に構成されている。また、今回のツアーでは＜動＞をコンセプトとした楽曲制作に再転換してから初めて発表された楽曲「PANDORA」や、開催前日にリリースされた「TAKING THEM DOWN」が演奏されている他、THE LAST ROCKSTARS名義のライヴで先行披露されていた「6or9」、当時未発表音源だった「I GOT 666」が披露されている。
フィジカルはBlu-ray Disc及びDVDの2形態で発売され、Blu-ray版は完全受注生産盤（BD＋VRゴーグル or VRグラス＋視聴カード）と通常盤（BD）の3形態、DVD版は通常盤（DVD）の1形態でリリースされた。完全受注生産盤は、UNIVERSAL MUSIC STORE限定で販売されており、VRゴーグルに加え、ライヴの模様をVRで視聴するためのカードが付属されている。なお、VRゴーグルは、HOMID PRIME(VR goggles)タイプとHOMID MINI(VR glasses)タイプの2種類から選ぶことができる。そして特典のカードを使うことにより、ライヴツアー「HYDE LIVE 2023」の幕張メッセ イベントホール公演に加え、Zepp Nagoya公演とZepp Osaka Bayside公演から選定されたライヴの模様をVRゴーグルまたはVRグラスで視聴が可能となる。なお、幕張公演の映像はマルチアングル仕様になっており、異なる6つのアングルで鑑賞できる仕様になっている。
また、発表から約半年後の2024年12月23日には、Amazon Prime Videoにて本作の配信が開始されている。

## 収録曲
1. DEFEAT
2. AFTER LIGHT
3. PANDORA
4. TAKING THEM DOWN
5. SICK
6. WHO'S GONNA SAVE US
7. THE ABYSS
8. ON MY OWN
9. MAD QUALIA
10. DEVIL SIDE
11. INTERPLAY
12. GLAMOROUS SKY
13. 6or9
14. MIDNIGHT CELEBRATION II
15. LET IT OUT
16. AHEAD
17. BLOODSUCKERS
18. I GOT 666
19. HIDEAWAY
20. SEX BLOOD ROCK N' ROLL

## 完全受注生産盤特典VR映像
- 「HYDE LIVE 2023」（Zepp Osaka Bayside公演）

1. ON MY OWN
2. INTERPLAY
3. ANOTHER MOMENT
4. AHEAD

- 「HYDE LIVE 2023」（Zepp Nagoya公演）

1. I GOT 666
2. MIDNIGHT CELEBRATION II

- 「HYDE LIVE 2023」（幕張メッセ イベントホール公演）

1. DEFEAT
2. AFTER LIGHT
3. PANDORA
4. AHEAD
5. BLOODSUCKERS